# سنکپ (فیلم ۱۹۲۹)
«سنکپ» (انگلیسی: Syncopation) فیلمی در ژانر کمدی-درام و موزیکال به کارگردانی برت گلنن است که در سال ۱۹۲۹ منتشر شد. از بازیگران آن می‌توان به باربارا بنت و ایان هانتر اشاره کرد.